# 粟崎郵便局
粟崎郵便局（あわがさきゆうびんきょく）は石川県金沢市にある郵便局。民営化前の分類では集配普通郵便局であった。

## 概要
住所：〒920-0299 石川県金沢市粟崎町2-383-2

## 沿革
- 1874年（明治7年）9月1日 - 粟崎郵便取扱所として開設[1]。
- 1875年（明治8年）1月1日 - 粟崎郵便局（五等）となる。
- 1884年（明治17年）7月1日 - 粟崎郵便受取所となる。
- 1885年（明治18年）8月1日 - 貯金取扱を開始。
- 1896年（明治29年）10月16日 - 為替取扱を開始。
- 1905年（明治38年）4月1日 - 粟崎郵便局となる。
- 1967年（昭和42年）11月25日 - 電話の加入および料金に関する簡易な事務を除く電話交換業務を金沢電話局に、和文電報配達業務を金沢電報局および同局金石分室にそれぞれ移管[2]。
- 1976年（昭和51年）7月15日 - 風景入通信日付印の使用を開始。
- 1977年（昭和52年）3月1日 - 特定郵便局から普通郵便局に局種別改定。
- 1987年（昭和62年）2月 - 局舎落成。
- 1999年（平成11年） - 外国通貨の両替および旅行小切手の売買に関する業務取扱を開始。
- 2007年（平成19年）10月1日 - 民営化に伴い、併設された郵便事業粟崎支店に一部業務を移管。
- 2012年（平成24年）10月1日 - 日本郵便株式会社の発足に伴い、郵便事業粟崎支店を粟崎郵便局に統合。

## 取扱内容
- 郵便、印紙、ゆうパック、内容証明
- 貯金、為替、振替、振込、国際送金、外貨両替・トラベラーズチェック、国債、投資信託
- 生命保険、バイク自賠責保険、自動車保険、がん保険、引受条件緩和型医療保険
- 地方公共団体事務（金沢市ごみ処理券の販売）
- ゆうちょ銀行ATM
- 「920-02xx」区域（金沢市の一部地域および河北郡内灘町の全域）の集配業務
- ゆうゆう窓口

## 周辺
- 粟崎やすらぎの林
- コンフォモール内灘
- 金沢市立粟崎小学校
- 内灘町立向粟崎小学校
- 金沢港
- 大野川

## アクセス
- 北陸鉄道浅野川線 内灘駅もしくは粟ヶ崎駅から南西へ約1.2km（徒歩約13分）
- 北鉄バス 粟崎二丁目停留所下車
- 能登有料道路 粟崎ICから南へ約800m
- 北陸自動車道 金沢東ICから北西へ約6km、金沢西ICから北東へ約8.5km
- 駐車場あり：9台